# Gustav Adolfs Gade
Gustav Adolfs Gade er en gade beliggende på Østerbro i København. Gaden strækker sig fra Østerbrogade til Ribegade.

## Baggrund og navngivning
Gaden er opkaldt efter den svenske konge Gustav II Adolf (1594–1632), også kaldet Gustav Adolf den Store, som regerede Sverige fra 1611 til sin død i 1632.
Gustav Adolfs Gade blev anlagt omkring 1903, og en stor del af gadens bebyggelse er opført af entreprenøren Johan Frederik Adolphsen (1859–1917), som også stod bag byggeriet i den nærliggende Carl Johans Gade. Det er blevet foreslået, at Adolphsen muligvis har ladet sit eget efternavn inspirere navngivningen af gaden.

## Bebyggelse
På hjørnet af Gustav Adolfs Gade og Sankt Jakobs Gade ligger en markant beboelsesejendom, opført i 1927. Arkitekten bag projektet var Hans Dahlerup Bertelsen (1881–1939), og byggeriet blev udført for tømmerhandler og ejendomsinvestor Harald Simonsen. Ejendommen blev opført på en spidsvinklet, trekantet grund og består af cirka 20 lejligheder.